# 卡拉斯納霍爾卡城堡

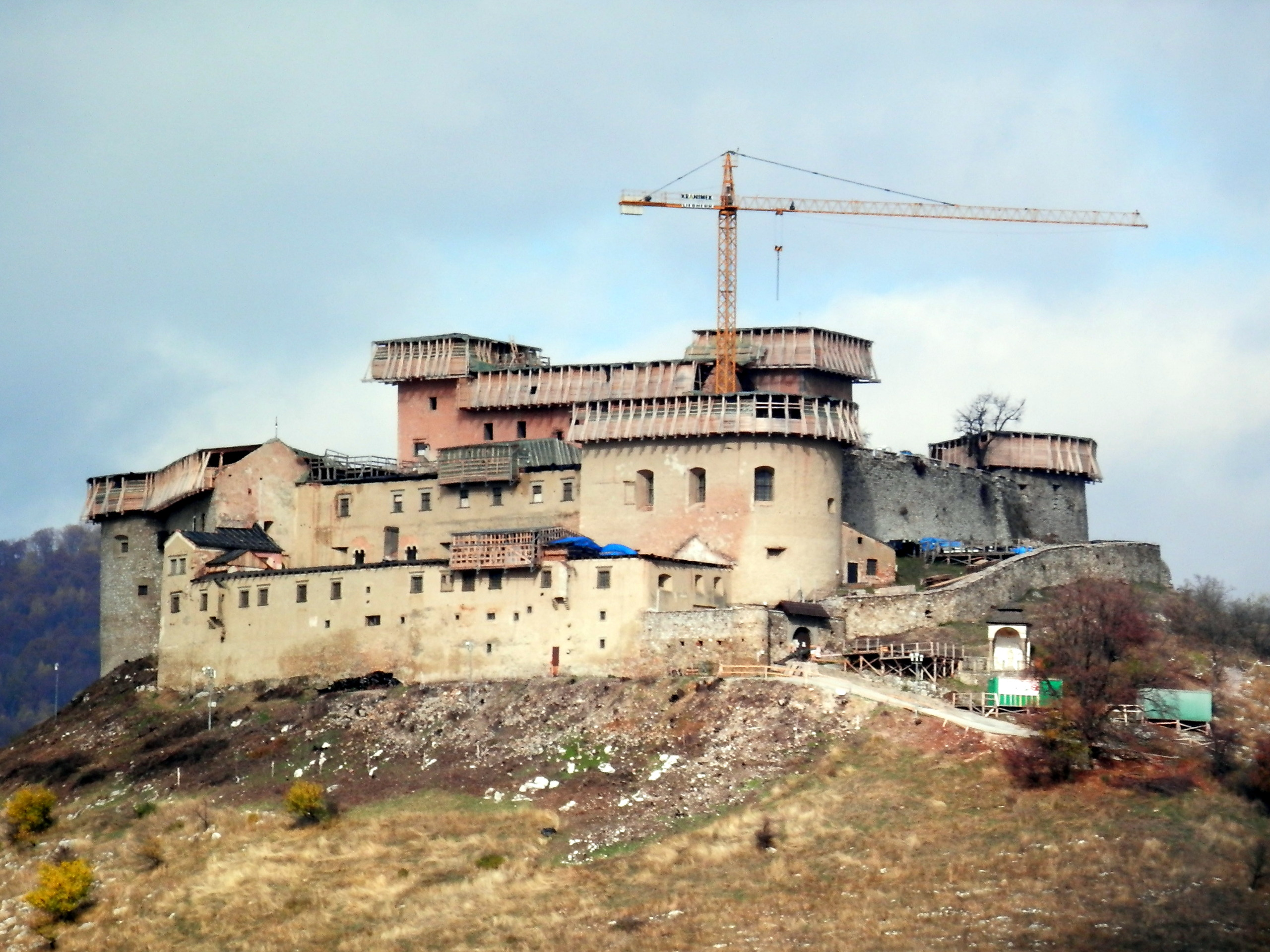
大火之後的卡拉斯納霍爾卡城堡

卡拉斯納霍爾卡城堡是斯洛伐克的一座城堡，位於科希策州羅日尼亞瓦。這座城堡首次見於記錄是在1333年。1961年，卡拉斯納霍爾卡城堡被列入斯洛伐克的國家紀念歷史建築。該城堡曾被認為是斯洛伐克保存狀況最好的城堡。但2012年3月10日的大火嚴重損壞了城堡。

## 外部連結
- Krásna Hôrka Castle （页面存档备份，存于）